# Campionato del mondo di calcio da tavolo 2006 - Categoria individuale Under-15
Il Campionato del Mondo di Calcio da tavolo di Dortmund in Germania.
Fasi di qualificazione ed eliminazione diretta della Categoria Under15 (17 giugno).
Per la classifica finale vedi Classifica.
Per le qualificazioni delle altre categorie:
- individuale Open
- squadre Open
- individuale Under19
- squadre Under19
- squadre Under15
- individuale Veterans
- squadre Veterans
- individuale Femminile
- squadre Femminile

## Risultati

### Girone 1
- Brandon Lavender  -  Jakub Surmanek 5-0
- Kristian Staal Nielsen  -  Bryan Spiroux 5-2
- Brandon Lavender  -  Bryan Spiroux 1-3
- Kristian Staal Nielsen  -  Jakub Surmanek 8-1
- Brandon Lavender  -  Kristian Staal Nielsen 2-4
- Bryan Spiroux  -  Jakub Surmanek 7-0

### Girone 2
- Alexander Haas  -  Tillmann Winkler 8-0
- Matteo Coccia  -  Charles Mekri 1-0
- Alexander Haas  -  Charles Mekri 3-0
- Matteo Coccia  -  Tillmann Winkler 3-0
- Alexander Haas  -  Matteo Coccia 2-0
- Charles Mekri  -  Tillmann Winkler 1-0

### Girone 3
- Mattia Bellotti  -  Dimitris Stemitsiotis 2-0
- Benjamin Garnier  -  Martin Bijlstra 5-1
- Mattia Bellotti  -  Martin Bijlstra 6-0
- Benjamin Garnier  -  Dimitris Stemitsiotis 0-0
- Mattia Bellotti  -  Benjamin Garnier 3-2
- Martin Bijlstra  -  Dimitris Stemitsiotis 0-2

### Girone 4
- Samuel Curtis  -  Jiri Cevala 3-0
- David Frederiksen  -  Kastri Ibishi 9-0
- Samuel Curtis  -  Kastri Ibishi 16-0
- David Frederiksen  -  Jiri Cevala 1-0
- Samuel Curtis  -  David Frederiksen 4-1
- Kastri Ibishi  -  Jiri Cevala 0-6

### Girone 5
- Mitchell Timmers  -  Björn Kegenbein 0-3
- Lasse Honore  -  Arif Ibishi 7-0
- Mitchell Timmers  -  Arif Ibishi 3-1
- Lasse Honore  -  Björn Kegenbein 2-2
- Mitchell Timmers  -  Lasse Honore 0-2
- Arif Ibishi  -  Björn Kegenbein 0-4

### Girone 6
- Petr Lysonek  -  Steven Breselg 0-3
- Jonathan Thulier  -  Hongpeng Zheng 3-1
- Petr Lysonek  -  Hongpeng Zheng 1-1
- Jonathan Thulier  -  Steven Breselg 2-1
- Petr Lysonek  -  Jonathan Thulier 0-5
- Hongpeng Zheng  -  Steven Breselg 0-2

### Girone 7
- Joris Bois  -  William Etienvre 2-1
- Renald Deloose  -  Dominik Vanek 2-2
- Joris Bois  -  Dominik Vanek 3-0
- Renald Deloose  -  William Etienvre 0-1
- Joris Bois  -  Renald Deloose 2-1
- Dominik Vanek  -  William Etienvre 1-2

### Girone 8
- Ruben Português  -  Kevin Beckers 4-1
- Christian Emil Christiansen  -  Marcel Kwiatkowski 5-0
- Ruben Português  -  Marcel Kwiatkowski 8-0
- Christian Emil Christiansen  -  Kevin Beckers 1-1
- Ruben Português  -  Christian Emil Christiansen 4-1
- Marcel Kwiatkowski  -  Kevin Beckers 0-2

### Ottavi di Finale
- Kristian Staal Nielsen  -  Renald Deloose 7-0
- Matteo Coccia  -  Ruben Português 0-3
- Lasse Honore  -  Benjamin Garnier 2-1 d.t.s.
- Steven Breselg  -  Samuel Curtis 2-1
- Mattia Bellotti  -  Björn Kegenbein 1-0
- David Frederiksen  -  Jonathan Thulier 0-3
- Joris Bois  -  Bryan Spiroux 4-0
- Christian Emil Christiansen  -  Alexander Haas 1-2 d.t.s.

### Quarti di Finale
- Kristian Staal Nielsen  -  Ruben Português 3-2
- Lasse Honore  -  Steven Breselg 0-2
- Mattia Bellotti  -  Jonathan Thulier 3-1
- Joris Bois  -  Alexander Haas 1-2

### Semifinali
- Kristian Staal Nielsen  -  Steven Breselg 5-2
- Mattia Bellotti  -  Alexander Haas 2-0

### Finale
- Kristian Staal Nielsen  -  Mattia Bellotti 3-2